# Hilde Lauer
Pour les articles homonymes, voir Lauer.
Hilde Lauer (née le 24 mars 1943 à Orțișoara) est une kayakiste roumaine qui a participé aux Jeux olympiques d'été de 1964. Elle y remporte la médaille d'argent dans l'épreuve du K-1 500m et la médaille de bronze dans l'épreuve du K-2 500m avec Cornelia Sideri.

## Palmarès

### Jeux olympiques
- Jeux olympiques de 1964 à Tokyo,  Japon
  -  Médaille d'argent du K-1 500 m
  -  Médaille de bronze du K-2 500 m